# Johann Speth
Pour les articles homonymes, voir Speth.
Johann Speth est un organiste et compositeur allemand, né à Speinshart le 9 novembre 1664 et mort après 1719.

## Biographie
Né à Speinshart en Bavière, il y étudie la musique à l'école du monastère. Il devient ensuite organiste de la cathédrale d'Augsbourg, la ville des financiers de la famille Fugger. C'est à cette famille qu'est dédiée son œuvre intitulée Ars magna consoni et dissoni publiée en 1693.

## Œuvre

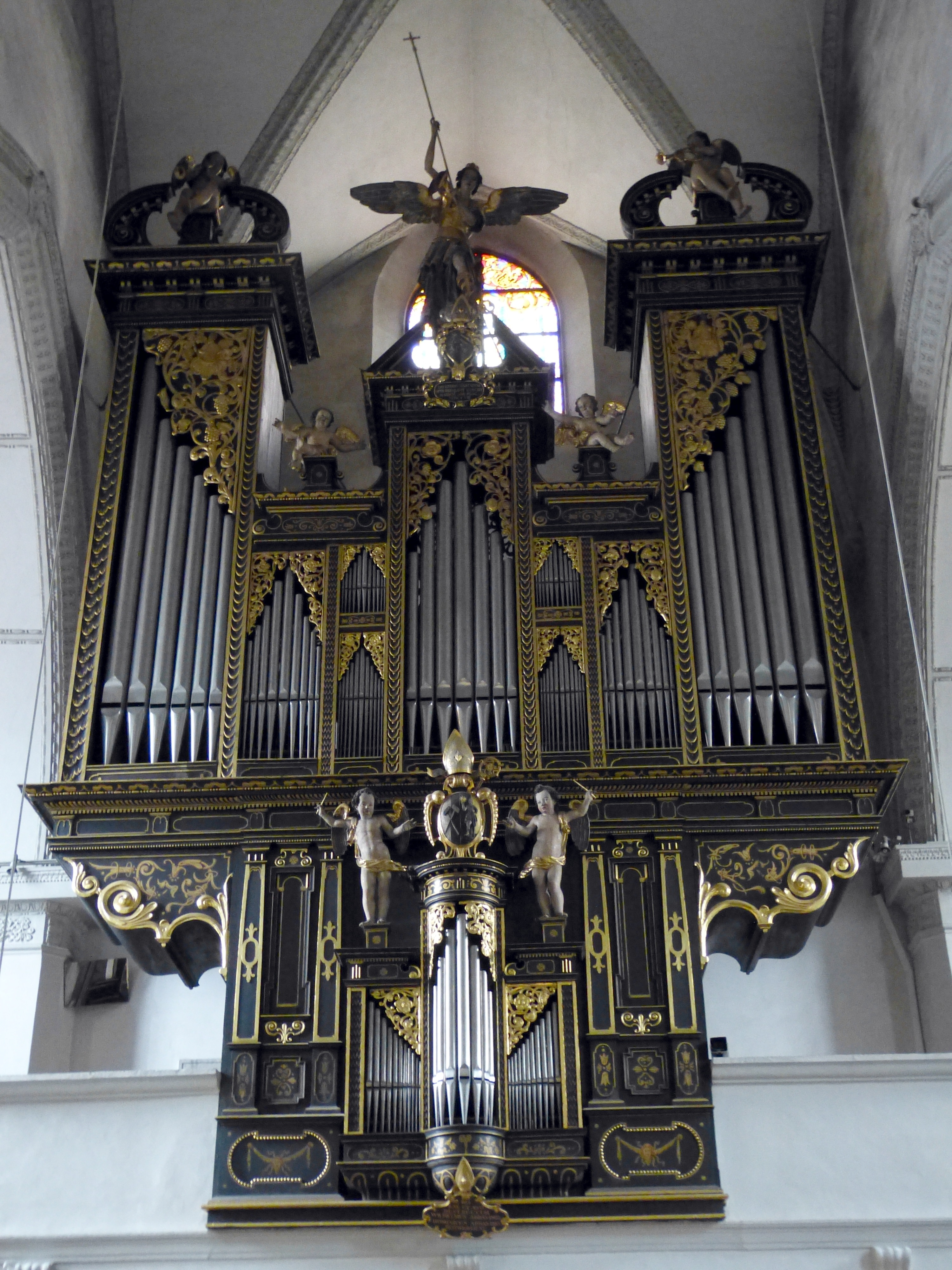
Façade de l'orgue de la collégiale de l' de Schlägl.

- Ars magna consoni et dissoni, Augsburg 1693 (2e édition 1702).

Ce recueil pour orgue s'articule en trois : 10 toccatas, des arias à variations (la Todesca ; la Pasquina ; la Spagnioletta) et huit Magnificat sur les différents tons.

## Enregistrement
- L'Œuvre pour orgue – Gottfried Frieberger et Ingemar Melchersson, grand orgue Andreas Butz (de) de la collégiale de l'Abbaye des Prémontrés de Schlägl (de), 1633/1634 (octobre 1995, 2 CD MDG 6060727-2) (OCLC 873456926)